# Neudorf im Weinviertel
Neudorf im Weinviertel (–2019 Neudorf bei Staatz) là một thị xã thuộc huyện Mistelbach trong bang Niederösterreich.